# Avenue Mohammed-VI
Pour les articles homonymes, voir Avenue Mohammed VI (homonymie).
L'avenue Mohammed-VI, anciennement avenue de France, est une des principales rues de l'ouest de Marrakech, au Maroc. Elle porte le nom du roi du Maroc Mohammed VI.
Elle dessert notamment des quartiers à fort développement tels que L'Hivernage (complexes hôteliers) et passe par la place de la Jeunesse dans l'Oliveraie. L'avenue Mohammed-VI contient ce qui est censé être la plus grande boîte de nuit d'Afrique, Pacha Marrakech, un club branché attirant les jeunes et les clubbers, proposant de la musique house et de l'électro. Il dispose également de deux grands complexes de cinéma, Le Colisée à Guéliz et Cinéma Rif, et du nouveau quartier commerçant, Al Mazar.